# Guo Qiqi
Guo Qiqi (chinesisch 郭崎琪, Pinyin Guō Qíqí; * 7. August 1998 in Chongqing) ist eine chinesische Rhythmische Sportgymnastin.

## Karriere
Guo begann im Alter von sechs Jahren mit der rhythmischen Sportgymnastik und wurde später Teil der chinesischen Nationalgruppe.
Ihr internationales Debüt auf kontinentaler Ebene gab sie bei den Asienmeisterschaften 2019, wo sie mit der Gruppe Silber in der Übung mit drei Reifen und zwei Keulen gewann sowie Bronze im Mehrkampf und mit fünf Bällen. Bei den Olympischen Spielen in Tokio erreichte sie mit der Gruppe den vierten Platz im Mehrkampf.
Im Jahr 2023 folgten bei den Weltmeisterschaften in Valencia Gold in der Übung mit fünf Reifen sowie Silber im Mehrkampf und in der Übung mit drei Bändern und zwei Bällen. Bei den Asienmeisterschaften desselben Jahres gewann sie mit der Gruppe vier Medaillen: Gold im Mehrkampf, mit fünf Reifen sowie mit drei Bändern und zwei Bällen, und Bronze in der Mannschaftswertung.
Bei den Olympischen Spielen in Paris wurde sie schließlich mit der chinesischen Gruppe Olympiasiegerin im Mehrkampf.